# Микрофон-86
«Mikrofons-86» (рус. Микрофон-86) — конкурс эстрадной песни, проходивший в Латвийской ССР в 1986 году в рамках ежегодного конкурса «Mikrofons».
Конкурс в 1986 году проводился в 14-й раз; в нём приняли участие 40 песен, написанных и исполненных латвийскими авторами. Конкурс выявил рост интереса радиослушателей к рок-музыке, начавшей постепенно вытеснять поп-музыку с призовых мест.
Заключительный концерт конкурса прошёл в рижском Дворце спорта. Его запись была показана по Латвийскому телевидению; лучшие песни конкурса выпущены на грампластинке.

## Победители конкурса

Группа «Ливы» исполняет песню «Dzimtā valoda». Крайний слева — вокалист Янис Гродумс. Рига, Дворец спорта, заключительный концерт конкурса «Микрофон-86».

Конкурс 1986 года стал своего рода триумфом для рок-группы «Līvi», песни которой заняли первое и третье места. Удачным оказался и дебют группы «Remix», две композиции которой также вошли в первую десятку.
Победа рок-группы вызвала беспокойство в ЦК КП Латвии. Организаторам конкурса пришлось оправдываться и за «националистический» текст песни «Dzimtā valoda» (автором которого, к слову, являлся известный молдавский поэт), и за «каркающий» вокал солиста Яниса Гродумса. К заключительному концерту песню было предложено «исправить», сделав её звучание более мягким, однако на концерте всё же прозвучал первоначальный вариант.
Первые 10 мест распределились следующим образом:
| Место | Название песни                            | Исполнитель                                   | Автор музыки, автор текста                       |
| ----- | ----------------------------------------- | --------------------------------------------- | ------------------------------------------------ |
| 1     | Dzimtā valoda рус. Родной язык            | группа «Līvi»                                 | Айнарс Вирга Григоре Виеру, перевод И. Зиедониса |
| 2     | Svētku diena рус. Праздничный день        | Олга Раецка, группа «Turaidas Roze»           | Имантс Калныньш Марис Чаклайс                    |
| 3     | Vecgada dziesma рус. Новогодняя песня     | группа «Līvi»                                 | Айнарс Вирга Гунтарс Рачс                        |
| 4     | Un dzīvosi рус. И будешь жить             | Жорж Сиксна                                   | Х. Стенгревицс Я. Плотниекс                      |
| 5     | Meitenei kafejnīcā рус. Девушке в кафе    | Родриго Фоминс, группа «Remix»                | Вилнис Криевиньш Аустра Скуиня                   |
| 6     | Dzejnieka karnevāls рус. Карнавал у поэта | Имантс Ванзович, Мирдза Зивере, группа «Опус» | Зигмарс Лиепиньш Каспарс Димитерс                |
| 7     | Lido! рус. Лети!                          | группа «Credo»                                | Гунтис Вейтс Янис Балтаусс                       |
| 8     | Atkal sāp рус. Опять болит                | Родриго Фоминс, группа «Remix»                | Улдис Мархилевич Янис Балтаусс                   |
| 9     | Prom no pilsētas рус. Прочь из города     | группа «Jumprava»                             | Айгарс Войтишкис С. Стале                        |
| 10    | Sapnis рус. Мечта                         | ВИА «Эолика»                                  | Виктор Бураков В. Павловскис                     |

## Диски с песнями конкурса
По итогам конкурса «Микрофон-86» Всесоюзная фирма грамзаписи «Мелодия» в 1987 году выпустила диск-гигант с 9 песнями из числа победителей конкурса (C60 25223 007).
Сторона 1:
1. Родной язык (4:12) 
2. Девушке в кафе (4:34) 
3. Лети! (4:45)
4. Остановка N (А. Войтишкис — С. Стале, группа «Jumprava») (4:27)
Сторона 2:
5. Станция (музыка и слова М. Штерна, группа «Varavīksne») (3:45)
6. Праздничный день (3:00)
7. Карнавал у поэта (4:14) 
8. Озеро (В. Рунцанс — А. Элксне, группа «Elpa») (2:46)
9. Новогодняя песня (3:42)